# Greystoke Castle
Greystoke Castle är ett slott i Storbritannien.   Det ligger i grevskapet Cumbria och riksdelen England, i den centrala delen av landet, 400 km nordväst om huvudstaden London. Greystoke Castle ligger 221 meter över havet.
Terrängen runt Greystoke Castle är platt åt nordost, men åt sydväst är den kuperad. Runt Greystoke Castle är det ganska glesbefolkat, med 24 invånare per kvadratkilometer. Närmaste större samhälle är Penrith, 7,7 km öster om Greystoke Castle. Trakten runt Greystoke Castle består i huvudsak av gräsmarker.